# Артертон, Ханна
Ханна Джейн Артертон (англ. Hannah Jane Arterton; род. 26 января 1989, Грейвзенд, Кент, Англия) — британская актриса театра, кино и телевидения. Младшая сестра актрисы Джеммы Артертон.

## Биография
Ханна Артертон родилась в 1989 году в семье сварщика Барри и уборщицы Салли-Энн (урождённой Хип). Родители развелись, когда Джемма и Ханна были маленькими. Они остались жить с матерью.
Ханна окончила Мэйфилдскую гимназию для девочек, Северный Кентский колледж и Королевскую академию драматического искусства в 2011 году. В последний год обучения в Академии она блеснула ролью в пьесе Стивена Полякоффа «Мой город» на сцене лондонского театра Алмейда, где её партнёрами были Трейси Ульман и Том Райли. Во время учёбы в RADA она также организовала свою музыкальную группу The Hitmen and Her, в которой была ведущей солисткой.
Первая известность пришла к актрисе в 2013 году после появления в первом сезоне сериала «Атлантида». В 2014 году Ханна дебютировала в полнометражном кино. В романтической комедии «Прогулка по солнечному свету» ей пришлось не только играть, но и исполнить несколько музыкальных номеров. Драма «Игра в прятки» с участием Ханны была названа лучшим британским фильмом года на кинофестивале в Эдинбурге.
Принимала участие в записи нескольких радиопостановок для BBC Radio 4.

## Личная жизнь
Состоит в отношениях с композитором Крисом Хайсоном.

## Фильмография
| Год  |     | Русское название             | Оригинальное название | Роль            |
| ---- | --- | ---------------------------- | --------------------- | --------------- |
| 2011 | с   | Убийства в Мидсомере         | Midsomer Murders      | Кэти            |
| 2013 | с   | Атлантида                    | Atlantis              | Коринна         |
| 2013 | кор | На первый взгляд             | At First Sight        | Айви            |
| 2014 | ф   | Прогулка по солнечному свету | Walking on Sunshine   | Тэйлор          |
| 2014 | ф   | Игра в прятки                | Hide and Seek         | Шарлотта        |
| 2015 | с   | Доктор Мартин                | Doc Martin            | мисс Граппи     |
| 2015 | ф   | Ни пуха, ни праха            | Burn Burn Burn        | Софи            |
| 2016 | с   | Пять                         | Five                  | Элли Кейн       |
| 2016 | кор | Общие потери                 | Total Loss            | Ребекка         |
| 2017 | с   | Версаль                      | Versailles            | Сестра Гермиона |
| 2018 | с   | Безопасность                 | Safe                  | Эмма Касл       |
| 2018 | ф   | Еретики                      | Heretiks              | Персефона       |
| 2018 | ф   | Второстепенный               | Peripheral            | Бобби Джонсон   |
| 2022 | с   | Периферийные устройства      | The Peripheral        | Ди Ди           |